# Castello di Possenhofen
Il castello di Possenhofen (in tedesco Schloss Possenhofen) è situato nella città di Possenhofen, sulla riva occidentale del lago di Starnberg in Baviera.

## Storia
Il castello fu costruito da Jakob Rosenbusch nel 1536, fu distrutto durante la guerra dei trent'anni e poi ricostruito. Passò attraverso vari proprietari prima di essere acquistato nel 1834 da Massimiliano, duca in Baviera nonché padre tra gli altri dell'imperatrice Elisabetta d'Austria (la nota Sissi che divenne moglie di Francesco Giuseppe I d'Austria) e di Maria Sofia di Baviera (moglie di Francesco II di Borbone, ultimo re di Napoli). Il castello è ricordato come residenza estiva di una delle più nobili famiglie di Baviera.
Il castello fu abbandonato dopo il 1920 e, successivamente, è stato utilizzato per varie funzioni - casa di accoglienza per bambini, ospedale, addirittura come negozio di riparazioni moto - finché le sue stanze non sono state ristrutturate e trasformate in appartamenti nel 1980. L'indirizzo è Karl-Theodor-Strasse 14, Possenhofen.

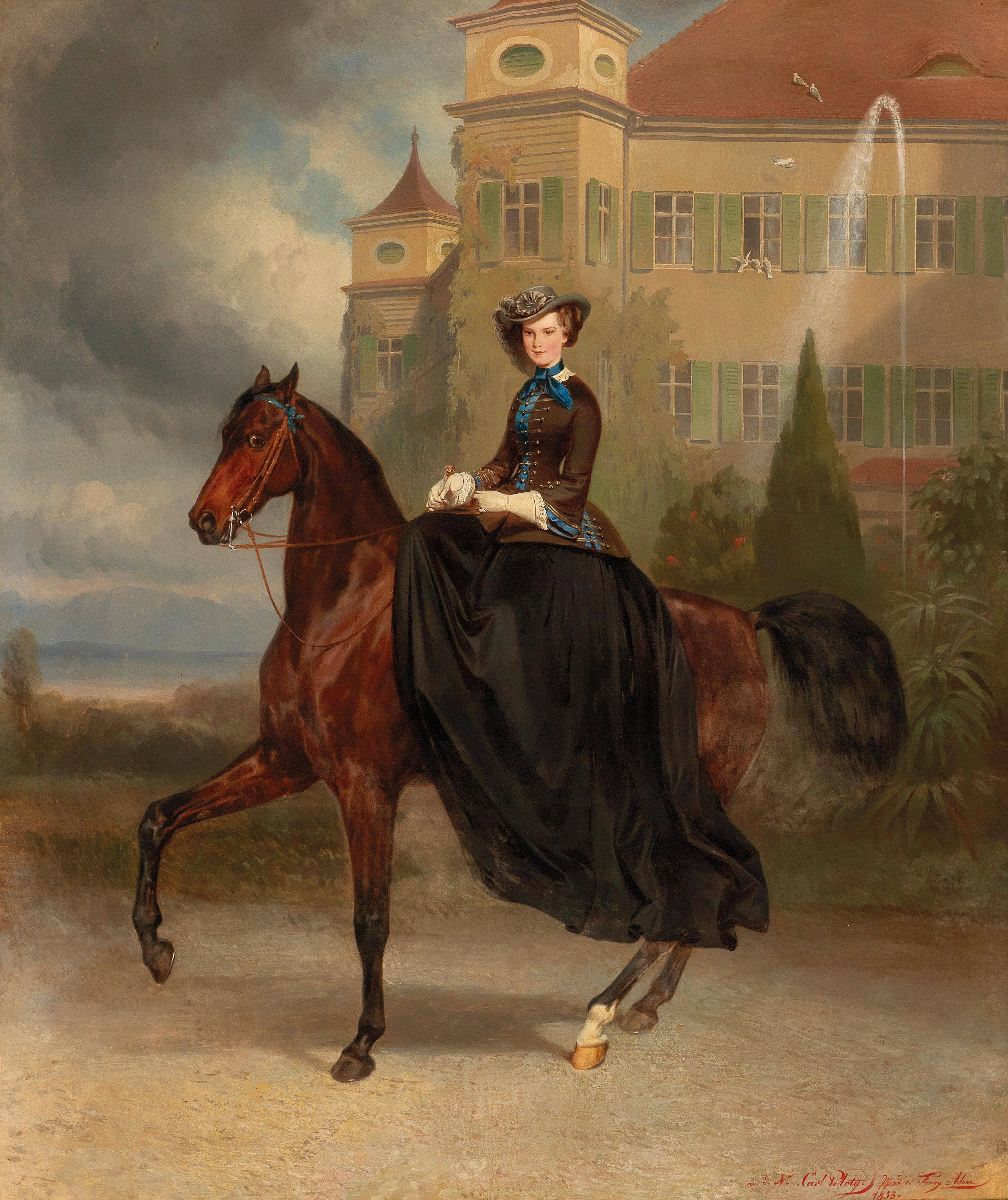
L'Imperatrice Sissi a cavallo nel parco di Possenhofen